# Каскоголовые сцинки
Каскоголовые сцинки, или триболонотусы (лат. Tribolonotus), — род ящериц из семейства сцинковых.
Виды рода встречаются в Новой Гвинее, на архипелаге Бисмарка и на Соломоновых островах. Характерной особенностью морфологии сцинков является наличие на спине от одного до четырёх рядов треугольных и выпуклых чешуек.
Род включает следующие 10 видов:
- островной триболонотус[1] (Tribolonotus annectens)
- бугенвильский триболонотус[1] (Tribolonotus blanchardi)
- триболонотус Бронгерсмы[1] (Tribolonotus brongersmai)
- Tribolonotus choiseulensis
- стройный триболонотус (Tribolonotus gracilis)
- новогвинейский триболонотус[1] (Tribolonotus novaeguineae)
- Tribolonotus parkeri
- Tribolonotus ponceleti
- Tribolonotus pseudoponceleti
- триболонотус Шмидта[1] (Tribolonotus schmidti)